# Willis Quiz Quark Club
Willis Quiz Quark Club ist eine Quizsendung im deutschen Fernsehen, die von der Firma megaherz film und fernsehen im Auftrag des Bayerischen Rundfunks produziert wird. Derzeit gibt es 80 Folgen. Premiere war 2004. Sie richtet sich an Kinder zwischen 6 und 14 Jahren.

## Konzept der Sendung
Der Moderator Willi Weitzel stellt dem Studiopublikum, bestehend aus zwei Schulklassen aus zwei Städten, mehrere Fragen nach Begriffen aus verschiedenen Gebieten des Allgemeinwissens, aber auch skurrile Fragen. Die drei Mitglieder in Willis Quiz-Team auf der Bühne stellen zu diesen Fragen zwei falsche und eine richtige Lösung vor und überbieten sich dabei gegenseitig in möglichst überzeugenden, aber auch kuriosen Erklärungen. In den ersten Staffeln war Thomas Schürmann Stammgast im Bühnenteam, momentan gibt es immer drei verschiedene Personen, die zum größten Teil aus dem Kinderfernsehen bekannt sind, wie Tanja Mairhofer, Armin Maiwald oder Ralph Caspers, allerdings auch Personen, die mit dem Bayerischen Rundfunk allgemein assoziiert werden, wie Luise Kinseher oder Willy Astor.

## Ablauf
Gespielt wird in drei Runden, wobei die letzte ein schnelles Experiment oder eine Schätzfrage enthält. In den vorherigen Staffeln gab es vier bzw. fünf Fragen. Zusätzlich gibt es ein Zwischenspiel, das sogenannte „Pauker-Pisa“, in dem die beiden Klassenlehrer geprüft werden: sie müssen eine in Spiegelschrift geschriebene Frage in kürzester Zeit beantworten; dabei sind sie, besonders im Bereich aktuelle Popkultur, auch schon einmal auf die „Einflüsterungen“ ihrer Schüler angewiesen.

## Preise
- 2007
  - Emil für Folge 63 mit Mike Hager, Tanja Mairhofer und Ralph Caspers.

## Kritik
Die Beschäftigung des 9Live-Moderators Thomas Schürmann in einer Kindersendung ist äußerst fragwürdig. Kritiker sehen darin eine Werbeplattform für den Gewinnspielsender 9Live und eine Verharmlosung der Betrugsvorwürfe bei Call-in-Gewinnspielen durch den Bayerischen Rundfunk. Der BR lehnt bislang eine Stellungnahme hierzu ab.